# Tha Dogg Pound
Tha Dogg Pound, também conhecido como D.P.G. (Dogg Pound Gangstaz) é uma dupla de rap formada por Daz Dillinger e Kurupt. Eles assinaram primeiramente com a Death Row Records, gravadora que foi a chave para o sucesso da banda. Fizeram sua estreia no primeiro álbum de Dr. Dre, The Chronic, de 1992. Também trabalharam no álbum de estreia de Snoop Dogg, Doggystyle. Seu primeiro álbum e talvez seu mais famoso, Dogg Food (1995) vendeu mais de 2 milhões de cópias nos Estados Unidos.

## Saída da Death Row
Daz deixou a Death Row em 1999 devido a disputas com Kurupt, com Suge Knight (presidente da gravadora) e devido a morte do amigo 2Pac em 1996. Kurupt então assinou com a Antra Records, e Dillinger assinou com a D.P.G. Recordz. A richa entre os dois cresceu mais ainda após Kurupt assinar de novo com a Death Row e lançar o álbum Against Tha Grain. Em janeiro de 2005 porém, a dupla volta a ativa após o lançamento do álbum de Dillinger Tha Dogg Pound Gangsta LP.

## D.P.G.C
Uma versão estendida da banda chamada D.P.G.C. (abreviação de Dogg Pound Gangsta Crips) é formada por Snoop Dogg, Daz Dillinger, Kurupt, Nate Dogg e Soopafly. Os outros membros aparecem normalmente em outros álbuns.

## Discografia

### Álbuns de estúdio
| Ano  | Álbum                                                                                  | Pico | Pico     | Vendas           | Certificações      |
| Ano  | Álbum                                                                                  | U.S. | U.S. R&B | Vendas           | Certificações      |
| ---- | -------------------------------------------------------------------------------------- | ---- | -------- | ---------------- | ------------------ |
| 1995 | Dogg Food - Lançamento: 31 de outubro de 1995                                          | 1    | 1        | - EUA: 3.120.000 | - RIAA: 2× Platina |
| 2001 | Dillinger & Young Gotti - Lançamento: 1º de maio de 2001                               | 125  | 26       | - EUA: 72.000    |                    |
| 2005 | Dillinger & Young Gotti II: Tha Saga Continuez... - Lançamento: 1º de novembro de 2005 | –    | 66       | - EUA: 162.390   |                    |
| 2006 | Cali Iz Active - Lançamento: 27 de junho de 2006                                       | 28   | 5        | - EUA: 642.000   | - RIAA: Ouro       |
| 2007 | Dogg Chit - Lançamento: 27 de março de 2007                                            | 77   | 24       | - EUA: 80.000    |                    |
| 2009 | That Was Then, This Is Now - Lançamento: 24 de novembro de 2009                        | –    | –        | - EUA: 8.500     |                    |
| 2010 | 100 Wayz - Lançamento: 17 de agosto de 2010                                            | –    | 83       | - EUA: 17.000    |                    |
| 2016 | Daz Kurupt, Kurupt Daz - Lançamento: 2016                                              | TBD  | TBD      |                  |                    |

### Compilações
| Ano  | Título                                                                           | Posição nas paradas | Posição nas paradas | Posição nas paradas | Posição nas paradas |
| Ano  | Título                                                                           | US                  | US R&B              | US Rap              | US Ind              |
| ---- | -------------------------------------------------------------------------------- | ------------------- | ------------------- | ------------------- | ------------------- |
| 2001 | 2002 - Lançamento: 31 de julho de 2001 - Selo: Death Row                         | 36                  | 15                  | *                   | 2                   |
| 2004 | The Last of Tha Pound - Lançamento: 27 de abril de 2004 - Selo: Gangsta Advisory | —                   | —                   | *                   | —                   |
| 2010 | Keep on Ridin - Lançamento: 18 de maio de 2010 - Selo: Gangsta Advisory          | —                   | —                   | —                   | —                   |

### EPs
| Ano  | Título                                                                                      |
| ---- | ------------------------------------------------------------------------------------------- |
| 2008 | Let's Ryde 2Night EP - Lançamento: 22 de março de 2008 - Selo: Dogg Pound Online, INgrooves |

### Singles
| Ano  | Canção                                                    | Posição nas paradas | Posição nas paradas | Posição nas paradas | Álbum                                             |
| Ano  | Canção                                                    | U.S.                | U.S. R&B            | U.S. Rap            | Álbum                                             |
| ---- | --------------------------------------------------------- | ------------------- | ------------------- | ------------------- | ------------------------------------------------- |
| 1994 | "What Would You Do" (featuring Snoop Doggy Dogg & Jewell) | —                   | —                   | —                   | Murder Was the Case e Natural Born Killers        |
| 1995 | "Respect"                                                 | —                   | 35[A]               | —                   | Dogg Food                                         |
| 1995 | "New York, New York" (featuring Snoop Doggy Dogg)         | —                   | 51[A]               | —                   | Dogg Food                                         |
| 1995 | "Let's Play House" (featuring Michel'le)                  | 45                  | 21                  | 5                   | Dogg Food                                         |
| 1997 | "Knick Knack Patty Wack"                                  | —                   | —                   | —                   | In tha Beginning...There Was Rap                  |
| 2001 | "Coastin'"                                                | —                   | —                   | —                   | Dillinger & Young Gotti                           |
| 2005 | "Push Bacc"                                               | —                   | —                   | —                   | Dillinger & Young Gotti II: Tha Saga Continuez... |
| 2006 | "Cali Iz Active" (featuring Snoop Dogg)                   | —                   | 114                 | —                   | Cali Iz Active                                    |
| 2007 | "Vibe" (featuring Snoop Dogg)                             | —                   | —                   | —                   | Dogg Chit                                         |
| 2008 | "Cheat" (featuring Pharrell)                              | —                   | —                   | —                   | That Was Then, This Is Now                        |
| 2009 | "Ya'll Know What I'm Doin'" (featuring Turf Talk)         | —                   | —                   | —                   | That Was Then, This Is Now                        |

- A. ↑  Não entrou nas paradas Hot R&B/Hip-Hop chart (as regras da Billboard na época evitavam que faixas de álbuns entrassem nas paradas). Pico listado aqui representa a parada Hot R&B/Hip-Hop Airplay.